# Momisis monticola
Momisis monticola là một loài bọ cánh cứng trong họ Cerambycidae.